# إسبانخ بري
إسبانخ بري أو أثنية هنري الطيب (الاسم العلمي Blitum bonus-henricus)، نبات معمر من فصيلة السرمقاوات يعلو من 20 إلى 60 سم. ساقه خضراء، مرطاء، مُضلعة باللونين البني والمُحمر. أوراقه خضراء كبيرة، لحمية، كاملة مُثلثة الشكل، أطرافها مُتموجة. الأوراق الفتية دبقة بعض الشيء. الأزهار مُخضرة اللون، صغيرة في عناقيد هامية. رائحة النبات وطعمه معدومان.

## المركبات
صابونين، أملاح معدنية أكثرها الحديد، فيتامين ب1 وهو مُنق ملين، مسهل. يُستعمل في الخراجات وفقر الدم والإمساك.

## معرض صور

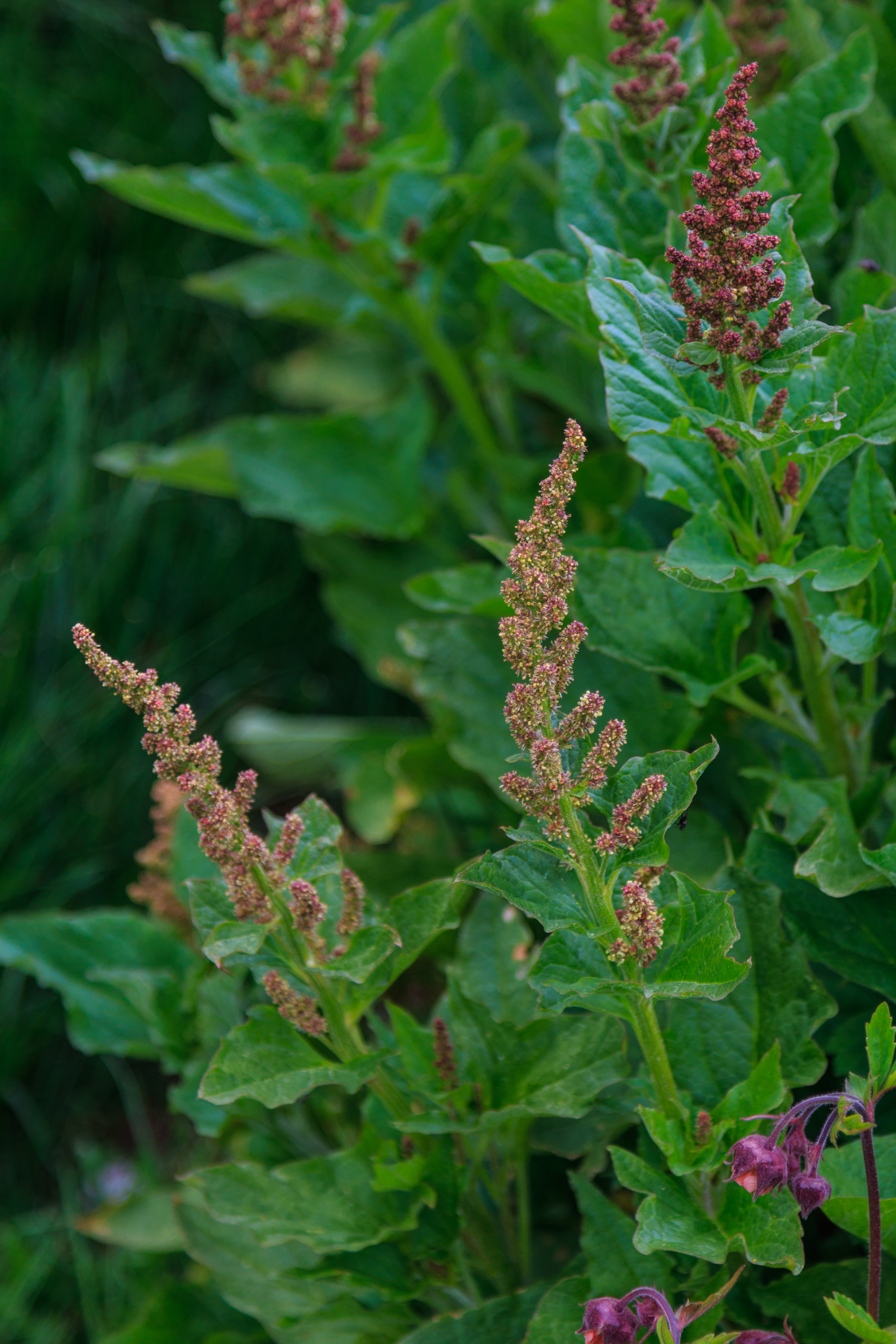
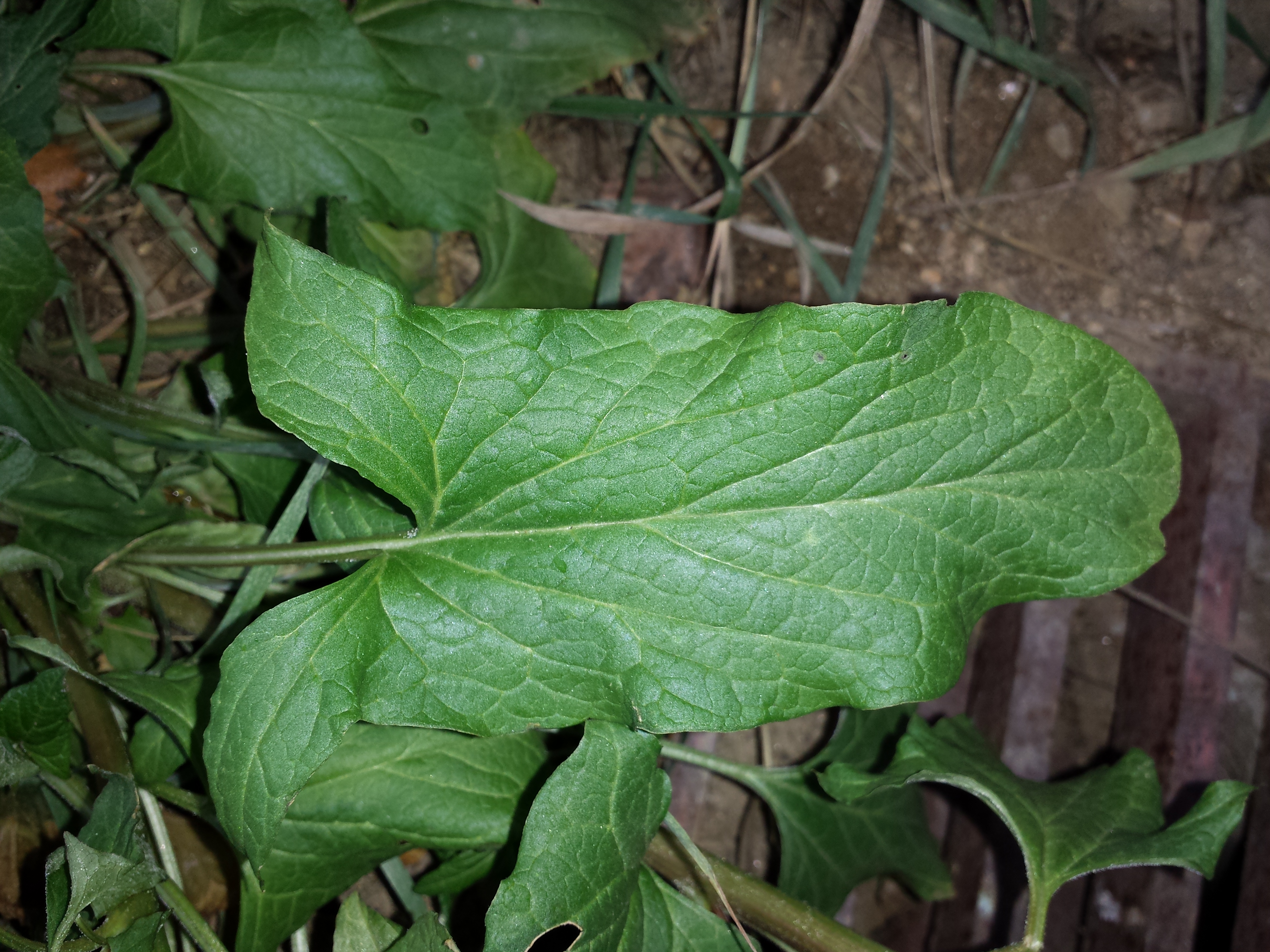
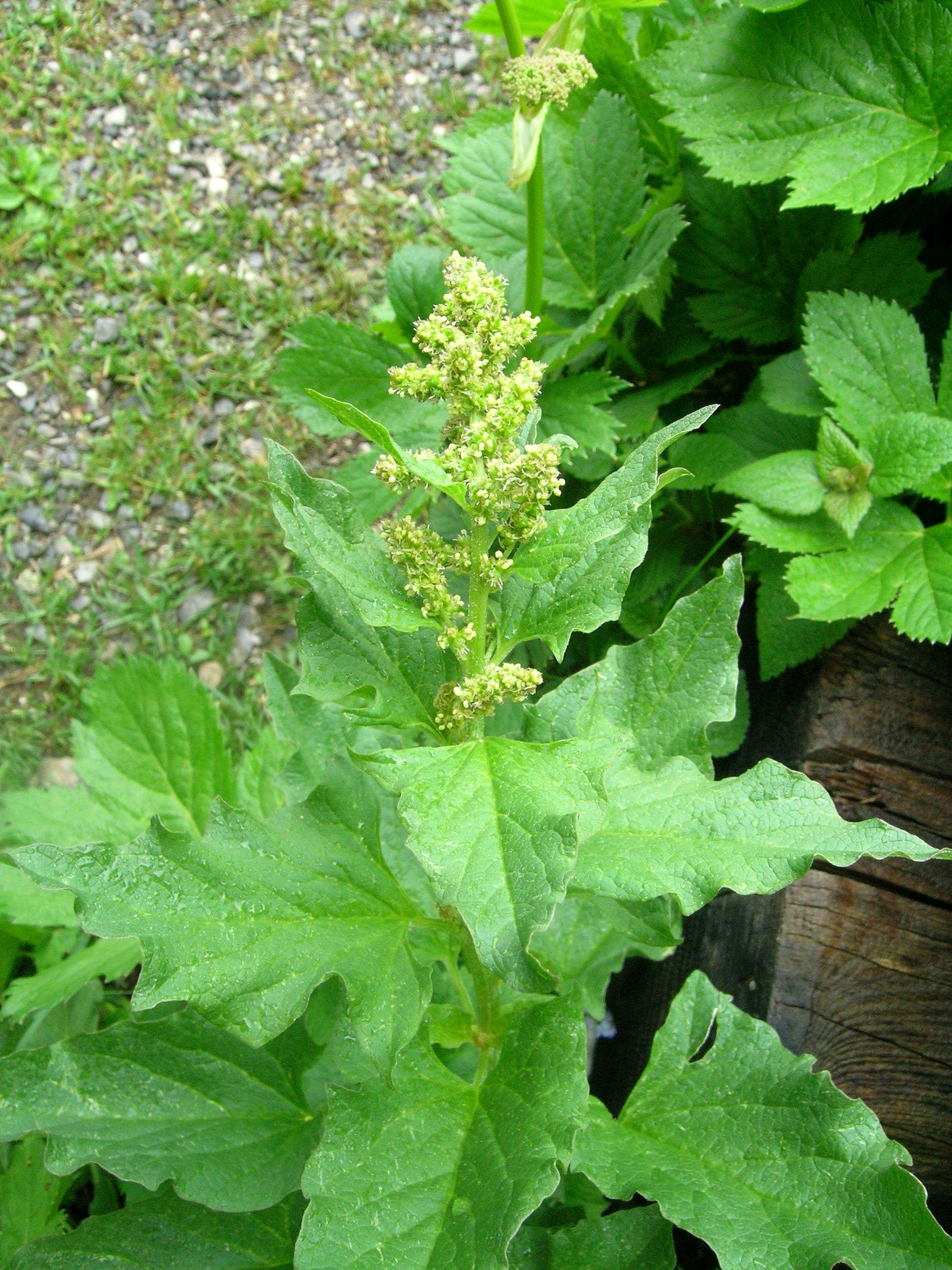